# Shayne Lavery
Shayne Francis Lavery (Aghagallon, Irlanda del Norte, Reino Unido, 8 de diciembre de 1998) es un futbolista norirlandés. Juega de delantero y su equipo es el Cambridge United F. C. de la League One.

## Trayectoria
Lavery entró a las inferiores del Everton F. C. en 2015, proveniente del Glenavon F. C. Fue promovido al primer equipo en 2017, aunque no logró debutar. Su debut sénior llegó durante su préstamo al Falkirk F. C. escocés en 2019.
El 31 de mayo de 2019 se anunció su fichaje en el Linfield F. C.  Jugó dos años en el club norirlandés antes de, el 1 de julio de 2021, firmar contrato por dos temporadas con el Blackpool F. C. de Inglaterra.
El 1 de julio de 2024, tras tres años en Blackpool, fichó por el Cambridge United F. C.

## Selección nacional
Lavery fue internacional en categorías inferiores con Irlanda del Norte.
Debutó con la selección de Irlanda del Norte en mayo de 2018 contra Panamá.

## Estadísticas
Actualizado al último partido disputado el 31 de mayo de 2025.
| Club | Div.          | Temporada     | Liga  | Liga  | Copas nacionales(1) | Copas nacionales(1) | Copas internacionales(2) | Copas internacionales(2) | Total | Total |
| Club | Div.          | Temporada     | Part. | Goles | Part.               | Goles               | Part.                    | Goles                    | Part. | Goles |
| --- | ------------- | ------------- | ----- | ----- | ------------------- | ------------------- | ------------------------ | ------------------------ | ----- | ----- |
| Falkirk F. C. Escocia | 2.ª           | 2018-19       | 6     | 0     | ―                   | ―                   | ―                        | ―                        | 6     | 0     |
| Falkirk F. C. Escocia | Total club    | Total club    | 6     | 0     | 0                   | 0                   | 0                        | 0                        | 6     | 0     |
| Linfield F. C. Irlanda del Norte | 1.ª           | 2019-20       | 25    | 10    | 2                   | 0                   | 8                        | 4                        | 35    | 14    |
| Linfield F. C. Irlanda del Norte | 1.ª           | 2020-21       | 31    | 23    | 4                   | 7                   | 3                        | 0                        | 38    | 30    |
| Linfield F. C. Irlanda del Norte | Total club    | Total club    | 56    | 33    | 6                   | 7                   | 11                       | 4                        | 73    | 44    |
| Blackpool F. C. Inglaterra | 2.ª           | 2021-22       | 37    | 8     | 3                   | 2                   | —                        | —                        | 40    | 10    |
| Blackpool F. C. Inglaterra | 2.ª           | 2022-23       | 27    | 2     | 3                   | 0                   | —                        | —                        | 30    | 2     |
| Blackpool F. C. Inglaterra | 3.ª           | 2023-24       | 31    | 5     | 5                   | 1                   | —                        | —                        | 36    | 6     |
| Blackpool F. C. Inglaterra | Total club    | Total club    | 95    | 15    | 11                  | 3                   | 0                        | 0                        | 106   | 18    |
| Cambridge United F. C. Inglaterra | 3.ª           | 2024-25       | 15    | 5     | 2                   | 0                   | —                        | —                        | 17    | 5     |
| Cambridge United F. C. Inglaterra | Total club    | Total club    | 15    | 5     | 2                   | 0                   | 0                        | 0                        | 17    | 5     |
| Total carrera | Total carrera | Total carrera | 172   | 53    | 19                  | 10                  | 11                       | 4                        | 202   | 67    |
| (1) Incluye datos de la Copa de Irlanda del Norte, la FA Cup, la Copa de la Liga de Inglaterra y el EFL Trophy. (2) Incluye datos de la Liga de Campeones de la UEFA y la Liga Europa de la UEFA. |               |               |       |       |                     |                     |                          |                          |       |       |

## Palmarés

### Títulos nacionales
| Título                    | Club           | País              | Año     |
| ------------------------- | -------------- | ----------------- | ------- |
| NIFL Premiership          | Linfield F. C. | Irlanda del Norte | 2020-21 |
| Copa de Irlanda del Norte | Linfield F. C. | Irlanda del Norte | 2020-21 |